# اعتماد کن، ولی راستی‌آزمایی کن

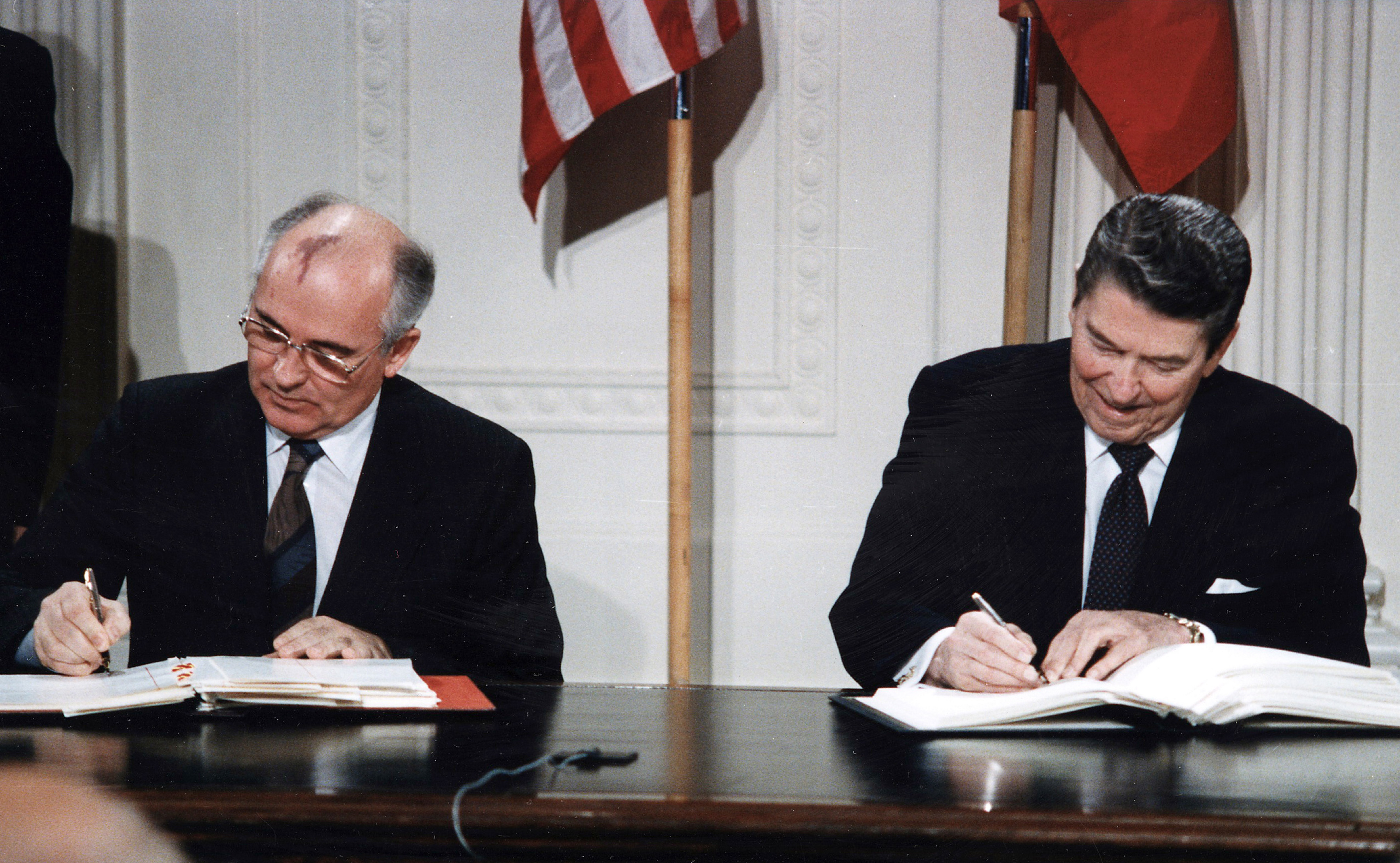
رئیس جمهور ریگان و گورباچف، دبیر کل، معاهده INF را در اتاق شرقی کاخ سفید امضا کردند.

اعتماد کن، ولی راستی آزمایی کن گونه‌ای اندرز است که توصیه می‌کند گرچه یک منبع اطلاعات را شاید بتوان معتبر تلقی کرد، ولی باید به منظور راستی آزمایی درستی یا قابل اطمینان بودن آن تحقیقات بیشتری انجام داد.
سوزان مسی، نویسنده‌ای روسی بارها بین سال‌های ۱۹۸۴ و ۱۹۸۷ با رونالد ریگان رئیس‌جمهور ایالات متحده آمریکا دیدار کرد. او به ریگان ضرب‌المثلی روسی به این عنوان ("doveryai no proveryai") را یاد داد و به او توصیه کرد «روس‌ها دوست دارند با ضرب‌المثل گفتگو کنند. خوب می‌شود چندتایی شان را بدانید. شما یک بازیگرید-می‌توانید آنها را سریع بیاموزید.» این ضرب‌المثل از سوی ریگان به عنوان یک عبارت مورد استفاده ریگان درآمد که آن را غالباً حین بحث در خصوص روابط با شوروی به کار می‌برد.